# Amincha

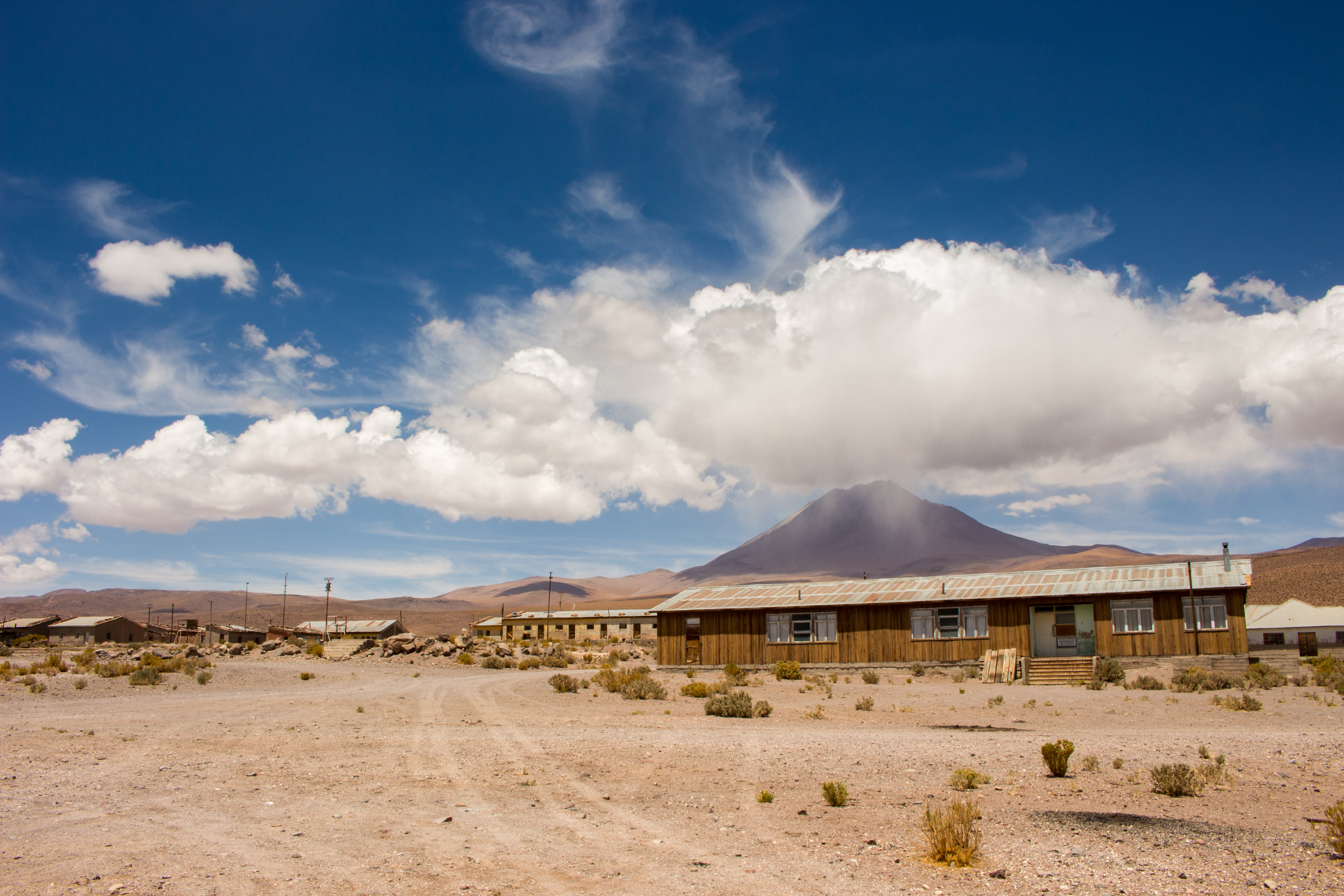
Amincha im Jahre 2016

Amincha ist ein 3859 m hoch gelegener Ort im Norden des südamerikanischen Anden-Staates Chile.
Er war bis 1994 Ausgangspunkt zur höchstgelegenen Mine der Welt auf dem Aucanquilcha (6176 m), die 1913 in Betrieb ging. Ursprünglich wurde der am Berg gewonnene Schwefel mit Lamas nach Amincha gebracht. 1935 wurde eine Materialseilbahn eröffnet, deren Talstation in knapp 2 km Entfernung oberhalb des Ortes lag. Es war die höchste Materialseilbahn der Welt. Später wurden anstelle der stillgelegten Seilbahn von Amincha aus unbefestigte Straßen zum 5334 m hoch gelegenen Campamiento Aucanquilcha, einigen Baracken, in denen Minenarbeiter untergebracht waren, und weiter bis fast auf den Gipfel des Aucanquilcha auf knapp über 6000 m gebaut. 
Die Baracken der Minenarbeiter galten als der höchstgelegene permanent besiedelte Wohnort der Menschheit. Die Straße zur Mine auf den Aucanquilcha war die höchstgelegene Straße der Welt, die mit Kraftfahrzeugen befahrbar war.
Von Amincha aus führt die Landstraße B-105 auf die Südseite des Aucanquilcha, wo ebenfalls ein Camp und eine Straße zu einer in 5623 m Höhe liegenden Schwefelgrube gebaut wurden.
Amincha hatte 1992 noch 150 Einwohner, aber im nächsten Jahr nach der Schließung der Mine nur noch 9 Einwohner. 
Danach lebten in Amincha der ehemalige Minenverwalter und seine Familie, ansonsten ist der Ort eine Geisterstadt. Die Straße auf den Aucanquilcha ist aufgrund eines Erdrutsches vor einigen Jahren nicht mehr vollständig befahrbar.
In der Nähe des Ortes befindet sich eine 1,36 km lange Flugpiste mit dem ICAO-Code SCAM : Amincha/Amincha (21° 12′ 55,1″ S, 68° 20′ 1,3″ W).
Koordinaten: 21° 12′ S, 68° 20′ W